# Oswald Carver
Oswald Armitrage Guy Carver (2. februar 1887 i Marple, Manchester – 7. juni 1915 i Gallipoli, Osmanniske Rige (nu Tyrkiet) var en britisk roer som deltog i de olympiske lege 1908 i London.
Carver vandt en bronzemedalje i roning under under Sommer-OL 1908 i London. 
Han var styrmand på den britiske otter som kom på en tredjeplads efter en britisk og en belgisk otter. De tabte i semifinalen til den belgiske båd som senere tabte i finalen mod en anden britisk otter. Begge de tabende semifinalister fik bronzemedaljer.
Carver tjente i den britiske hær under 1. verdenskrig og døde af de sår han fik i slaget ved Gallipoli i 1915.